# Storkenkopf
Lo Storkenkopf (1.366 m s.l.m.) è una montagna dei Vosgi che si trova nel dipartimento francese dell'Alto Reno.

## Toponimo
Storkenkopf in tedesco significa testa di cicogna.

## Geografia
È la seconda montagna più alta dei Vosgi dopo il Grand Ballon dal quale si trova nei pressi.

## Accesso alla cima
La Route des Crêtes (che in francese significa strada delle creste) transita non lontano dalla cima della montagna, che è possibile raggiungere per una strada forestale di circa 2 km.